# Intersport Heilbronn Open 2006
L'Intersport Heilbronn Open 2006 è stato un torneo di tennis facente parte della categoria ATP Challenger Series nell'ambito dell'ATP Challenger Series 2006. Il torneo si è giocato a Heilbronn in Germania dal 23 gennaio al 29 gennaio 2006 su campi in sintetico indoor e aveva un montepremi di $100 000.

## Vincitori

### Singolare
Robin Söderling ha sconfitto in finale  Tomáš Zíb con il punteggio di 6–1 6–4.

### Doppio
Christopher Kas /  Philipp Petzschner hanno sconfitto in finale  Lukáš Dlouhý /  David Skokh con il punteggio di 6(2)–7 6–3 [10-4].